# Compsomyiops verena
Compsomyiops verena är en tvåvingeart som beskrevs av Walker 1849. Compsomyiops verena ingår i släktet Compsomyiops och familjen spyflugor. Inga underarter finns listade i Catalogue of Life.